# Abdel Moneim Mokhtar
Abdel Moneim Mokhtar (julio de 1905 - 27 de mayo de 1983) fue un clavadista egipcio. Compitió en el evento de plataforma de 10 metros masculino en los Juegos Olímpicos de Ámsterdam 1928. Principalmente un gimnasta, cambió a clavados en los Juegos cuando le dijeron que necesitaba ser parte de un equipo para competir en el torneo de gimnasia. Más tarde tuvo un programa de radio en El Cairo y fue director de varios organismos deportivos nacionales.

## Primeros años
Mokhtar nació en julio de 1905. Se dedicó a la gimnasia en la escuela primaria y continuó esta actividad en la Escuela Secundaria para Varones El Saidia en Guiza.

## Carrera profesional
Mokhtar se convirtió en el campeón de gimnasia de la escuela secundaria egipcia en 1923 y defendió su título durante los siguientes cuatro años. En 1927, fue seleccionado por el Ministerio de Información para encabezar un festival anual de gimnasia egipcia. El patrocinio real del evento lo puso en contacto con el príncipe Omar Toussoun, quien en ese momento era el presidente del Comité Olímpico Egipcio. Esto llevó a su selección para representar a Egipto en los Juegos Olímpicos de Ámsterdam 1928 pero, al llegar a Ámsterdam, le dijeron que no podía competir en el torneo como único miembro de un equipo de gimnasia egipcio. Por lo tanto, ingresó al torneo de clavados, que también contó con su compañero egipcio y próximo medallista Farid Simaika, y participó en el evento de plataforma de 10 metros masculino, donde fue sexto en su grupo y no avanzó a la final.
En 1930, Mokhtar viajó a Inglaterra para continuar sus estudios de educación física, y siguió con un viaje a Alemania en 1931. Regresó a Egipto en 1932 y estableció un club de remo en el barrio Aguza de Guiza, que fue el primero en la región.

## Vida posterior
En la década de 1930, Mokhtar tenía una transmisión de radio en El Cairo que cubría temas relacionados con el fitness. En sus últimos años, también se desempeñó como presidente de varios organismos nacionales relacionados con la promoción y administración del deporte. Murió el 27 de mayo de 1983, a la edad de setenta y siente años.